# Онгерманелвен
Онгерманелвен (на шведски: Ångermanälven) е река в Норвегия (провинция Норлан) и централната част на Швеция (провинции Вестерботен и Вестернорланд), вливаща се в Ботническия залив на Балтийско море. Дължина 460 km, площ на водосборния басейн 31 864 km².

## Географска характеристика
Река Онгерманелвен води началото си на 980 m н.в., под името Рансерелвен, от северното подножие на масива Етнамсклумпен (централната част на Скандинавските планини), в националния парк Бьоргерфел, на територията на Норвегия, провинция Норлан. След около 4 km навлиза в Швеция и в горното си течение има югоизточна посока, като тече в дълбока залесена долина през южната част на платото Норланд и преминава през няколко проточни езера (Рансари, Култшон, Биелите, Малтомай) с множество бързеи, прагове и малки водопади между тях. След изтичането си от езерото Малтомай вече под името Онгерманелвен завива на юг, протича през изкуственото езеро Халбимагазинет и големия водопад Едсфорсен. След устието на десния си приток Фелшоелвен завива отново на югоизток и тече по хълмиста приморска равнина. Влива се в западната част на Ботническия залив на Балтийско море, на 16 km южно от град Крамфорш (лен Вестелнорланд).
Водосборният басейн на река Онгерманелвен обхваща площ от 31 864 km², като малка част от него е разположен на норвежка територия. Речната ѝ мрежа е едностранно развита, с повече, по-дълги и по-пълноводни десни притоци. На североизток и югозапад водосборният басейн на Онгерманелвен граничи с водосборните басейни на реките Умеелвен, Ийдеелвен, Индалселвен и други по-малки, вливащи се в Ботническия залив на Балтийско море, а на северозапад – с водосборните басейни на реките Намсен и Вефсна, вливащи се в Норвежко море.
Основни притоци: леви – Марсон, Воймон (225 km, 3543 km²); десни – Саксон, Стамшон, Фелшоелвен (80 km, 8410 km²), Факселвен (340 km, 22 500 km²).
Онгерманелвен има снежно-дъждовно подхранване с ясно изразено пролетно-лятно пълноводие (от май до юли) и зимно маловодие Среден годишен отток в устието 490 m³/s, максимален над 3000 m³/s. През зимата замръзва за период от 6 – 7 месеца.

## Стопанско значение, селища
В средното и особено в долното течение на реката е изградена каскада от 15 ВЕЦ (Гулселе, Едсфорсен, Чилфорсен, Елта и др.), които произвеждат около 15% от електроенергията в Швеция. Част от водите ѝ се използват за битово и промишлено водоснабдяване и воден туризъм. Селищата разположени по течението ѝ са предимно малки, като по-значителни са Вилхелмина, Солефтео, Болстабрук, Крамфорш.